# Kizzuwatna
Kizzuwatna o Kizzuwadna va ser un estat de l'Anatòlia del sud-est (Cilícia), a la zona del golf d'Alexandreta, probablement d'origen hurrita. La família reial de Kizzuwatna era sens dubte d'origen hurrita, ja que la majoria de reines i nobles del país porten noms hurrites i els déus hurrites se sap que van passar al panteó hitita, entre ells la deessa Hebat de Kizzuwatna. Estava situat a les rutes que permetien al pas, a través de les muntanyes del Taure, entre Anatòlia i Síria, i tenia una gran importància estratègica.

## Orígens

Mapa polític de l'Orient Mitjà al primer període cobert per les Cartes d'Amarna, primera meitat del

Va sorgir a la regió anomenada Adaniya, que es va fer independent dels hitites cap a la meitat del segle XVI aC. Probablement es va independitzar sota el rei hitita Ammunas o potser una mica abans, quan Pilliya va ocupar Adaniya, al que va succeir Pariyawatri considerat el primer rei independent de Kizzuwatna, pare d'Isputahsu (Ishputakhshu) que el va succeir. Se sap que ja existia com a regne independent a la segona meitat del segle xvi aC, i apareix ja en un tractat amb l'imperi Hitita sota el rei Telepinus, on el rei Isputuhsu o Išputahš de Kizzuwatna utilitza un segell amb el nom probablement de "Sarri-Tesub", reclamava el títol de "Gran Rei". Aquest tractat s'ha conservat parcialment en versions en accadi i hitita va ser el primer tractat dels hitites amb un poder estranger igualitari (no es conserva no obstant la introducció històrica que era típica als documents hitites). Hantilis II, fill i successor d'Al·luwamnas, va fer un altre tractat amb el rei Paddatisu (Paddatishshu) on els dos sobirans es prometien mútua amistat en termes recíprocs i iguals cap a l'any 1480 aC, tractat que molt pocs anys després va ser renovat en termes similars pel rei Eheya de Kizzuwatna i el rei Tahurwailis.

## Acords i desacords amb els hitites
Les bones relacions amb els hitites van empitjorar quan ambdós regnes van ocupar territoris que abans pertanyien a l'altre, però després es va signar un tractat paritari que va posar fi als litigis, quan regnava a Kizzuwatna Pilliya II i a Hattusa el rei Zidantas II l'any 1470 aC o el 1460 aC. Aquest va ser el darrer tractat paritari que un rei hitita va fer amb Kizzuwatna i també el darrer tractat paritari d'aquest regne amb qualsevol altra, ja que poc després el país va ser dominat per Mitanni i Pilliya II va haver d'acceptar ser vassall del rei hurrita, i ho va ser durant la resta del segle. Els litigis potser van derivar d'un tractat signat per Idrimi d'Alalakh i Pilliya II de Kizzuwatna, pel qual Idrimi va poder travessar el país i entrar a territori hitita on va saquejar molts lloc i va destruir set fortaleses retornant després en triomf a Alalakh.
El rei hitita Tudhalias II no va aconseguir imposar la seva sobirania a Ishuwa i altres petits regnes de la regió de l'alt Eufrates que després d'un breu domini hitita van passar a Mitanni. Com a revenja Tudhalias va atacar Kizzuwatna, que era vassall de Mitanni i va imposar un tractat al rei Sunasura. Va traslladar a Samuha una deïtat de Kizzuwatna i nominalment Kizzuwatna es va convertir en un estat independent fora de la influència de Mitanni, però en la pràctica esdevenia un aliat hitita. El tractat deia que si Tudhalias atacava un altre país el rei de Kizzuwatna havia de proveir 100 carros de combat i 1000 infants i el rei havia d'acompanyar al rei hitita; el rei de Kizzuwatna no podria enviar missatges al de Mitanni. Sembla que els hitites van conquerir fins a Washukanni, ciutat que van incorporar a Kizzuwatna, però si va ser així, la conquesta no va ser permanent, ja que només s'esmenta en aquest regnat i en el següent d'Arnuwandas I. Es conserva el text del tractat entre Tudhalias II i Sunasura de Kizzuwatna establert cap a l'any 1400 aC.
El 1380 aC va passar probablement a domini de l'Imperi hitita, i Mitanni la va disputar fins que Subiluliuma II va ocupar Kizzuwatna a la meitat del segle xiv aC. Potser el 1375 aC els hitites ja van devastar Tegarama i es van apropar a Mitanni que encara no van ocupar. Més tard, a la famosa batalla de Cadeix entre egipcis i hitites, en una data indeterminada però potser el 1293 aC, Kizzuwatna va aportar un contingent a l'exèrcit hitita de Muwatallis II contra l'egipci Ramsès II.
Kizzuwatna va passar a Assíria cap a l'any 1275 aC i l'imperi Hitita va desaparèixer al voltant del 1200 aC, per la invasió dels Pobles del mar.

## Llista de reis
- Pelliya I o Pilliya I vers 1550 aC
- Pariyawatri abans de 1500 aC
- Ishputakhshu vers 1500 aC
- Shunashshuna I (Sunasura I) després de 1500 aC
- Paddatishshu cap al 1480 aC
- Eheya o Ekheya també als voltants del 1480 aC
- Pelliya II o Pilliya II potser el 1470 aC (vassall de Mitanni)
- Talzush vers 1450 aC (vassall de Mitanni)
- Shunashshuna II (Sunasura II) segurament a la dècada del 1400 aC (vassall de Mitanni abans de 1400 aC, vassall d'Hatti després de 1400 aC)
- a l'Imperi Hitita vers 1380 aC fins al 1275 aC
- a Assíria als voltants del 1275 aC.